# Теорема Осгуда о единственности решения обыкновенного дифференциального уравнения
Теорема Осгуда о единственности решения обыкновенного дифференциального уравнения — теорема, формулирующая достаточные условия единственности решения обыкновенного дифференциального уравнения.

## Формулировка
Рассмотрим обыкновенное дифференциальное уравнение {\displaystyle {\vec {\dot {y}}}={\vec {f}}(t,{\vec {y}})}, где {\displaystyle t} - независимая скалярная переменная, {\displaystyle {\vec {y}}=(y_{1},...,y_{n})} - вектор,{\displaystyle {\vec {f}}(t,{\vec {y}})=(f_{1}(t,{\vec {y}}),...,f_{n}(t,{\vec {y}}))}, - векторная функция вектора {\displaystyle {\vec {y}}} и скаляра {\displaystyle t}, знак {\displaystyle {\dot {y}}} означает производную {\displaystyle y} по {\displaystyle t}. 
Если все функции {\displaystyle f_{i}(t,{\vec {y}})}, {\displaystyle i=1,...n} для любой пары точек {\displaystyle (t,{\vec {y_{1}}})} и {\displaystyle (t,{\vec {y_{2}}})} в области {\displaystyle G} удовлетворяют условию:
{\displaystyle \left|f_{i}(t,{\vec {y_{2}}})-f_{i}(t,{\vec {y_{1}}})\right|\leqslant \varphi (\sum _{\mu =1}^{n}\left|y_{{2}{\mu }}-y_{{1}{\mu }}\right|)} (1),
где непрерывная функция {\displaystyle \varphi (u)>0} при {\displaystyle u>0} такова, что {\displaystyle \int _{\varepsilon }^{a}{\frac {du}{\varphi ((u)}}\rightarrow \infty } когда {\displaystyle \varepsilon \rightarrow +0}, то через каждую точку области {\displaystyle G} проходит не более одной интегральной кривой уравнения {\displaystyle {\vec {\dot {y}}}={\vec {f}}(t,{\vec {y}})}.

## Пояснения
Областью {\displaystyle G} называется непустое множество точек, обладающее следующими двумя свойствами: 
1. Каждая точка {\displaystyle G} есть внутренняя, то есть она имеет окрестность, целиком принадлежащую G.
2. Множество {\displaystyle G} связно, те любые две его точки можно соединить состоящей из конечного числа звеньев ломаной, целиком лежащей внутри {\displaystyle G}[3].

В качестве функций {\displaystyle \varphi (u)} могут использоваться функции {\displaystyle Ku}, {\displaystyle Ku\left|\ln u\right|}, {\displaystyle Ku\left|\ln u\right|\ln \left|\ln u\right|}, {\displaystyle Ku\left|\ln u\right|\ln \left|\ln u\right|\ln \ln \left|\ln u\right|} и т.п. Наиболее часто в этой теореме принимают {\displaystyle \varphi (u)=Ku}. В этом случае условие (1) принимает вид условия Липшица по {\displaystyle y}:
{\displaystyle \left|f_{i}(t,{\vec {y_{2}}})-f_{i}(t,{\vec {y_{1}}})\right|\leqslant K\sum _{\mu =1}^{n}\left|{\vec {y_{{2}{\mu }}}}-{\vec {y_{{1}{\mu }}}}\right|},
Известны обобщения этой теоремы.